# Palais de Justice de Brazzaville
Le palais de justice de Brazzaville est un édifice administratif, conçu par l'architecte français Jean-Yves Normand. C'est assurément le chef-d'œuvre de ce représentant de l'architecture climatique adapté aux tropiques.

## Localisation
Le palais de justice est situé dans l'arrondissement 3 Poto-Poto, à l'angle du boulevard du maréchal Lyautey et de l'allée Du Chaillu.

## Histoire
Tout proche de l'Institut Pasteur, dans le quartier du Plateau, se trouvait le tout premier palais de justice de la ville. Devenu exigu, il fut détruit en 1982 pour permettre l'extension de l'Institut Pasteur (ex Laboratoire national de santé publique).
En 1953, débutent les travaux de construction d'un second palais de justice, à proximité de la maison d’arrêt, à l’emplacement de l’ancien camp de la Milice et du village sénégalais Dakar. Il est inauguré en 1955.

## Architecture
Le Palais de justice de Brazzaville est un imposant bâtiment de la haute administration, conçu d'après les principes de l'architecture climatique:
- la disposition des bâtiments tient compte à la fois des vents dominants et d’une exposition minimum des murs au soleil.
- de larges baies avec des cloisons mobiles permettant l'aération continue et la pénétration de la lumière dans les salles.
- l'utilisation des matériaux sobres comme le béton armé ou le bois mais très finement mis en œuvre.
- les portiques qui créent de larges zones d'ombre autour des salles d'audience.

Fait rarissime pour un tel bijou architectural, le mobilier actuel en bois local qui équipe les salles d'audience est le mobilier d'origine reprenant, le même motif carré que celui des portes en bronze. Les ébénistes étaient des artisans locaux dont nous ignorons les noms. Toutefois, les architectes de cette génération (Charlotte Perriand, Roger Errell pour la Case de Gaulle, résidence de l'ambassadeur de France à Brazzaville) dessinaient également leur mobilier. On peut supposer que celui du palais de justice l'ait été par Jean-Yves Normand.
Les plans de ce bâtiment n'existent plus car, Jean-Yves Normand, quelques années avant sa mort a brûlé la totalité de ses archives. En effet, avec le recul, il éprouvait une sorte de honte par rapport à ses œuvres.
Le tribunal de grande instance situé au rez-de-chaussée et la cour d'appel située au premier étage sont des juridictions qui y siègent.